# Boża Wola (województwo świętokrzyskie)
Boża Wola – wieś w Polsce położona w województwie świętokrzyskim, w powiecie włoszczowskim, w gminie Kluczewsko.
| SIMC    | Nazwa  | Rodzaj     |
| ------- | ------ | ---------- |
| 0541760 | Lubicz | przysiółek |

Przed 1975 miejscowość należała do województwa kieleckiego, w latach 1975–1998 do województwa piotrkowskiego.
Wieś leży w północnej części Niecki Włoszczowskiej i na krawędzi Pasma Przedborsko-Małogoskiego. Teren Przedborskiego Parku Krajobrazowego, w pobliżu Czarnej Włoszczowskiej i Pilicy. W odległości kilku kilometrów znajdują się rezerwaty Murawy Dobromierskie i Bukowa Góra. Około 400 m na północ od wsi znajduje się Krzemycza Góra znana pod nazwą Krzemyk. Jest to najwyższy punkt w okolicy, będący jednocześnie dobrym punktem obserwacyjnym. W czasie dobrej pogody widoczne są stąd takie miejscowości jak Włoszczowa, Oleszno, Koniecpol, a nawet odległa o ponad 50 km Elektrownia Bełchatów (od strony zachodniej), jak również podobnie odległy zamek w Chęcinach (od strony wschodniej).
Miejscowość stanowiła folwark majątku ziemskiego w Dobromierzu zlikwidowanego w wyniku parcelacji. Przed II wojną światową folwark już nie istniał (do dziś grunty od strony wsi Jeżowiec noszą nazwę Pańskie). Na północny zachód od wsi znajduje się częściowo zasypany szyb, będący pozostałością po poszukiwaniach soli prowadzonych przez Królewską Spółkę Patriotyczną w okresie rozbiorów. Na terenie rozległych przestrzeni leśnych w pobliżu wsi znajdują się miejsca po obozowiskach partyzanckich oddziałów Armii Krajowej (Krogulec, Żabiniec i inne). W 1925 miejscowość Boża Wola wraz z kolonią liczyła 27 domów, 154 osoby.
W miejscowości znajdowała się szkoła podstawowa wybudowana społecznie na przełomie lat 50. i 60. XX w., po 1974 funkcjonowała jako 6-klasowa, później jako 3-klasowa, zlikwidowana w 1985. W latach 90. XX w. budynek szkoły został sprzedany przez władze gminy Kluczewsko.
Wierni Kościoła rzymskokatolickiego należą do parafii św. Jakuba w Stanowiskach.